# Zirkeltraining
Als Zirkeltraining (auch Circuit-Training, Circle-Training oder Kreistraining, kurz CT) bezeichnet man eine spezielle Methode des Konditionstrainings, bei der verschiedene Stationen nacheinander absolviert werden müssen. Zirkeltraining schult je nach Ausführungsmodalität schwerpunktmäßig die Kraft, Ausdauer, Beweglichkeit oder Schnelligkeit. Die Stationen sind kreisförmig angelegt. An jeder Station ist eine spezifische Übung zu absolvieren.
Die Übungen werden im Allgemeinen so angelegt, dass bei aufeinander folgenden Übungen unterschiedliche Muskelgruppen belastet werden, sodass die jeweils unbelasteten Muskeln sich während der Übungen für andere Körperregionen leicht regenerieren können.

## Entwicklung
Das Zirkeltraining wurde in den Jahren 1952 und 1953 durch die Engländer Morgan und Adamson an der Universität Leeds entwickelt. Es umfasste 24 genau festgelegte Übungen (vgl. Klee 2008), von denen einige auch heute noch in entsprechenden Übungssammlungen enthalten sind (Klimmziehen, Liegestütz, Armbeugen – bzw. Durchstützeln am Barren, Aufsteigen auf eine Bank, Strecksprünge). Andere Übungen sind jedoch aus dem Kanon der Circuitübungen verschwunden oder wurden abgewandelt, da Geräte benötigt werden, die in deutschen Sporthallen nicht vorhanden sind (Leiterklettern: Die Strickleiter wird erklettert, Gewichts-Zugübung am Wandapparat). Kaum noch anzutreffen sind die fünf Übungen, die mit einer Scheibenhantel durchgeführt wurden, während die drei Übungen mit Kurzhanteln und die Übung mit dem Handroller auch heute noch gelegentlich vorgeschlagen werden. Auffällig ist, dass bei den 24 Übungen nur eine Bauchmuskelübung enthalten war, die aus heutiger Sicht so nicht mehr durchgeführt werden sollte: „Aufsetzen aus der Rückenlage: Aus der Rückenlage, die Hände liegen auf den Oberschenkeln, Aufrichten bis zum Sitz“.

## Bezeichnung im Deutschen
In Deutschland fand das CT durch die Standardwerke von Jonath (1961), von Dassel und Haag (1969) und von Scholich (1972) weite Verbreitung. Zuvor war es 1958 an der Sporthochschule Köln im Rahmen einer Vorführung vorgestellt worden (Jonath 1977, 175). Sowohl Jonath als auch Dassel und Haag entschieden sich dafür, die englische Bezeichnung Circuit-Training zu übernehmen, während Scholich die Bezeichnungen Kreistraining bzw. -betrieb wählte. Neben der Bezeichnung Circuit-Training (Bauer 1997, Gerisch 1990, Lechmann 1991, Stemper & Wastl, 1994) findet man in der Literatur auch den Begriff Zirkeltraining (Brockmann 1998, Heldt 1998, Langhoff 1996, Preusse & Horn, 1999, Rühl 1996, Schneider 1993), obwohl die Sprachwissenschaftler gegen die Übersetzung des englischen „circuit“ mit dem deutschen Begriff „Zirkel“ Bedenken anmeldeten (Jonath 1977, 43). Die Bezeichnung „Kreistraining bzw. -betrieb“ ist hingegen in neueren Veröffentlichungen nur noch selten anzutreffen (z. B. bei Steinmann & Haupt, 1995), der Titel von Scholichs aktueller Veröffentlichung lautet „Circle-Training“ (1991).

## Weitere Entwicklungen
Die augenfälligsten Veränderungen des ursprünglichen CT in den drei Standardwerken von Jonath (1961), von Dassel und Haag (1969) und von Scholich (1972) bestanden in einer starken Erweiterung des Übungskanons und in einer Zusammenstellung der Übungen zu einer Vielzahl von Cts. Dabei bildete die Orientierung an den Sportarten den Schwerpunkt, aber es wurden auch Cts für Jugendliche, für Frauen, für das Schulsonderturnen und für die Bundeswehr zusammengestellt (Jonath 1977). Dassel und Haag erkannten ausgehend von der Definition, dass das „Circuit-Training durch das Nacheinander verschiedener, in einem oder mehreren Rundgängen angeordneter Übungsstationen gekennzeichnet [ist], deren Zusammenstellung das Erreichen eines ganz bestimmten Trainingsziels ermöglichen soll“ (1979, S. 13) im CT eine Organisationsform, die sich auch für das Üben und Trainieren von Bewegungsfertigkeiten anbot und stellten Cts zur Schulung der balltechnischen Grundfertigkeiten für die Sportarten Fußball, Handball, Volleyball und Basketball zusammen. Dabei ist allen Cts gemeinsam und dies ist der entscheidende Vorteil des CTs als Organisationsform, dass „eine große Anzahl von Sportlern auf relativ kleinem Raum bei rationeller Nutzung der vorhandenen Trainingsmittel und -bedingungen ([…] Übungsgeräte […]) […] in schnellem Wechsel hintereinander üben bzw. trainieren“ (Scholich 1991, 9 f) kann.